# Aikotoba (Mika Nakashima)
Pour les articles homonymes, voir Aikotoba.
 (mai 2021).
Si vous disposez d'ouvrages ou d'articles de référence ou si vous connaissez des sites web de qualité traitant du thème abordé ici, merci de compléter l'article en donnant les références utiles à sa vérifiabilité et en les liant à la section « Notes et références ».
Singles de Mika Nakashima
Hatsukoi
(2012) Boku ga Shinou to Omotta no Wa
(2013)
Aikotoba est le 37e single de Mika Nakashima sorti sous le label Sony Music Associated Records le 22 mai 2013 au Japon. Il arrive 17e à l'Oricon. Il se vend à 9 907 exemplaires la première semaine et reste classé pendant 7 semaines pour un total de 15 057 exemplaires vendus. Il sort en format CD et CD+DVD.
Aikotoba a été utilisé comme thème de fermeture de l'anime Space Battleship Yamato 2199.

## Liste des titres
| 1. | Aikotoba (愛詞)                 |  |
| 2. | Missing You                     |  |
| 3. | Hatsukoi -acoustic ver.- (初恋) |  |
| 4. | Aikotoba (Instrumental) (愛詞)  |  |

| 1. | Aikotoba (愛詞) |  |